# 福井市川西中学校
福井市川西中学校（ふくいし かわにしちゅうがっこう）は、福井県福井市水切町にある公立中学校。

## アクセス
- 京福バス 「砂子坂」下車、約600 m。
  - 16系統（川西・三国線） - 北陸新幹線・ハピラインふくい線・えちぜん鉄道勝山永平寺線 福井駅、えちぜん鉄道三国芦原線 三国駅発着、但し1日1往復（朝の三国駅発・夕方の福井駅発）。※休日・年末年始・旧盆期間運休
  - 80系統（鶉三国線） - 三国駅発着。※土曜・休日・年末年始・旧盆期間運休
- 京福バス 「上野口」下車、約800 m。
  - 10・14・15・19系統（越前海岸ブルーライン） - 福井駅発着。
- E8 北陸自動車道 丸岡ICから、主に福井県道38号丸岡インター線、福井県道10号丸岡川西線経由、約15 km。

## 部活動
- 野球部
- ハンドボール部
- バスケットボール部
- ソフトテニス部
- 美術部
- 情報科学部

## 学校周辺
- 福井市鶉小学校
- 佐野温泉
- 福井コスモス公苑
- 福井医療短期大学
- 医療法人新田塚医療福祉センター福井病院

## 著名な出身者
- 中垣内祐一 - バレーボール（Vリーグ）監督（堺ブレイザーズ）、バレーボール元日本代表選手
- 川上テルヒサ - パンク演歌シンガーソングライター